# کونتونسه
کونتونسه (به لاتین: Kuntunse) یک منطقهٔ مسکونی در غنا است که در استان شرقی (غنا) واقع شده‌است.